# کوین بروبی
کوین لوکاسن بروبی (زاده ۲۷ ژوئیه ۱۹۹۳) بازیکن فوتبال غنایی‌تبار اهل هلند است که در پست مهاجم بازی می‌کند.

## سابقه

### AZ آلکمار
لوکاسن که در آیندهوون متولد شد، فوتبال را در خیابان شروع کرد، و او را به بازی برای اولین باشگاه جوانان خود در آمستلوین هیمراد سوق داد، زمانی که هشت ساله بود پس از اینکه مادرش او را به آنجا برد. وی در ادامه به جوانان آلکمار پیوست.
او به عنوان یک جوان ۱۸ ساله در شروع فصل ۲۰۱۱–۲۰۱۲ پس از امضای اولین قرارداد حرفه ای خود به تیم اصلی تیم AZ ارتقا یافت. او اولین بازی خود را برای آلکمار در دور دوم جام KNVB در برابر اف سی خرونینخن انجام داد، که آنها بعد از بازی در وقت اضافه، ۴–۲ پیروز شدند. با این حال، لوکاسن برای دو فصل آینده دیگر در تیم اصلی حضور نداشت. در پایان فصل ۲۰۱۲–۱۳، او آزاد شد.

### راس
در جولای ۲۰۱۳، او قراردادی سه ساله با باشگاه اسکاتلند راس کانتی امضا کرد. او اولین بازی خود را در شکست ۲–۱ مقابل باشگاه فوتبال سلتیک در سلتیک پارک در بازی ابتدایی فصل انجام داد، علیرغم اینکه از آسیب دیدگی رنج می‌برد. لوکاسن همچنان در نیم فصل اول در تیم‌های اول و خارج از تیم استفاده می‌شد و ۱۶ بازی در تمام مسابقات انجام داد.

### اسلووان لیبرک
پس از شش ماه در راس کانتی، لوکاسن راس کانتی را ترک کرد تا به تیم گامبرینوس لیگا اسلوان لیبرک بپیوندد، پس از اینکه باشگاه پیشنهاد آنها را پذیرفت.
لوکاسن اولین بازی خود را برای اسلووان لیبرک انجام داد، جایی که شروع کرد و ۷۳ دقیقه قبل از تعویض، در یک تساوی ۲–۲ مقابل FK Mladá Boleslav در ۲۳ فوریه ۲۰۱۴ بازی کرد. لوکاسن اولین گل خود را در ۷ مارس ۲۰۱۴ به ثمر رساند و اسلوان لیبرک ۱–۰ مقابل زبرویوکا برنو پیروز شد. او دومین گل خود را دو هفته بعد در ۲۱ مارس ۲۰۱۴ در پیروزی ۳–۰ مقابل یابلونک دنبال کرد.
در ۲۲ آگوست ۲۰۱۴، او اولین گل خود در این فصل را در تساوی ۲–۲ مقابل FK Teplice به ثمر رساند. در آوریل، لوکاسن دو گل دیگر در برابر ملادا بولسلاو و اف کی تپلیس به ثمر رساند. لوکاسن به تیمش کمک کرد تا در فینال جام حذفی چک را شکست دهد. در فصل ۱۶–۲۰۱۵، لوکاسن در اولین حضور خود در این فصل در ۱۶ اوت ۲۰۱۵، در تساوی ۱–۱ مقابل اف‌کی یابلونک گلزنی کرد. علیرغم اینکه لوکاسن از آسیب دیدگی رنج می‌برد ۱۳ بازی انجام داد و ۳ بار در تمام مسابقات گلزنی کرد.

### سنت پولتن
لوکاسن در ۸ ژوئیه ۲۰۱۶ به باشگاه فوتبال سنت پولتن پیوست و قراردادی دو ساله با این باشگاه امضا کرد.
لوکاسن اولین بازی خود را در سنت پولتن انجام داد، جایی که او یک گل در باخت ۲–۱ مقابل باشگاه فوتبال اتریش وین در بازی ابتدایی فصل، به ثمر رساند. او سپس اولین گل خود را برای این باشگاه در ۱۵ اکتبر ۲۰۱۶ در تساوی ۱–۱ مقابل Admira Wacker Mödling به ثمر رساند. در ۲۹ آوریل ۲۰۱۷ بود که او یک گل زد و یکی از گل‌ها را در تساوی ۳–۳ مقابل رایندورف آلتاخ به ثمر رساند.
با این حال، پیش از فصل ۲۰۱۷–۱۸، قرارداد لوکاسن توسط باشگاه در ۱۹ ژوئیه ۲۰۱۷، پس از درگیری با یکی از هم تیمی‌هایش در طول تمرین، فسخ شد.

### نورث همپتون سیتی
در ۸ مارس ۲۰۱۸، لوکاسن با قراردادی تا پایان فصل به باشگاه فوتبال نورثهمپتون تاون پیوست.
لوکاسن در اولین بازی خود مقابل بریستول روورز در ۱۰ مارس ۲۰۱۸ گل تساوی را به ثمر رساند. با این حال، او به زودی جایگاه خود را در تیم اول پس از آسیب دیدگی کمر از دست داد و برای بقیه فصل از میادین دور شد. او توسط نورثهمپتون در پایان فصل ۲۰۱۷–۱۸، پس از سقوط آنها آزاد شد.